# Gouvernement Juppé II
Ne doit pas être confondu avec Gouvernement Juppé I.
Ve République
Gouvernement Alain Juppé I Gouvernement Lionel Jospin
Le gouvernement Juppé II est le gouvernement de la République française du 7 novembre 1995 au 2 juin 1997. Deuxième gouvernement du premier mandat du président de la République Jacques Chirac, il est dirigé par le Premier ministre Alain Juppé. Il démissionne après les élections législatives de mai-juin 1997 provoquées par la dissolution de l'Assemblée nationale.

## Coalition
Le gouvernement Alain Juppé est soutenu par une coalition gouvernementale de droite et centre droit, formée entre le Rassemblement pour la République (RPR) et l'Union pour la démocratie française (UDF), qui dispose de 492 députés sur 577, soit 85,1 % des sièges de l'Assemblée nationale.

## Composition
Le Premier ministre est nommé le 7 novembre 1995. Les membres du Gouvernement sont nommés le même jour.

### Premier ministre
| Image       | Fonction         | Nom | Nom         | Parti |
| ----------- | ---------------- | --- | ----------- | ----- |
| Alain Juppé | Premier ministre |     | Alain Juppé | RPR   |

### Ministres
| Image                 | Fonction                                                                            | Nom | Nom                   | Parti         |
| --------------------- | ----------------------------------------------------------------------------------- | --- | --------------------- | ------------- |
| Jacques Toubon        | Garde des Sceaux, ministre de la Justice                                            |     | Jacques Toubon        | RPR           |
| François Bayrou       | Ministre de l'Éducation nationale, de l'Enseignement supérieur et de la Recherche   |     | François Bayrou       | UDF-CDS, FD   |
| Charles Millon        | Ministre de la Défense                                                              |     | Charles Millon        | UDF-AD        |
|                       | Ministre de l'Équipement, du Logement, des Transports et du Tourisme                |     | Bernard Pons          | RPR           |
|                       | Ministre des Affaires étrangères                                                    |     | Hervé de Charette     | UDF-PPDF      |
| Jacques Barrot        | Ministre du Travail et des Affaires sociales                                        |     | Jacques Barrot        | UDF-CDS, FD   |
| Jean-Louis Debré      | Ministre de l'Intérieur                                                             |     | Jean-Louis Debré      | RPR           |
| Jean Arthuis          | Ministre de l'Économie et des Finances                                              |     | Jean Arthuis          | UDF-CDS, FD   |
|                       | Ministre des Relations avec le Parlement                                            |     | Roger Romani          | RPR           |
| Corinne Lepage        | Ministre de l'Environnement                                                         |     | Corinne Lepage        | GE puis Cap21 |
| Philippe Douste-Blazy | Ministre de la Culture                                                              |     | Philippe Douste-Blazy | UDF-CDS, FD   |
|                       | Ministre de l'Industrie, de La Poste et des Télécommunications                      |     | Franck Borotra        | RPR           |
|                       | Ministre de l'Agriculture, de la Pêche et de l'Alimentation                         |     | Philippe Vasseur      | UDF-PR        |
| Jean-Claude Gaudin    | Ministre de l'Aménagement du territoire, de la Ville et de l'Intégration            |     | Jean-Claude Gaudin    | UDF-PR        |
| Jean-Pierre Raffarin  | Ministre des Petites et moyennes entreprises, du Commerce et de l'Artisanat         |     | Jean-Pierre Raffarin  | UDF-PPDF      |
| Dominique Perben      | Ministre de la Fonction publique, de la Réforme de l'État et de la Décentralisation |     | Dominique Perben      | RPR           |

### Ministres délégués
| Image                       | Fonction                                                          | Ministre de rattachement                                                 | Nom | Nom                     | Parti   |
| --------------------------- | ----------------------------------------------------------------- | ------------------------------------------------------------------------ | --- | ----------------------- | ------- |
|                             | Ministre délégué aux Anciens combattants et Victimes de guerre    | Premier ministre                                                         |     | Pierre Pasquini         | RPR     |
| Jean-Jacques de Peretti     | Ministre délégué à l'Outre-mer                                    | Premier ministre                                                         |     | Jean-Jacques de Peretti | RPR     |
| Guy Drut                    | Ministre délégué à la Jeunesse et aux Sports                      | Premier ministre                                                         |     | Guy Drut                | RPR     |
| Pierre-André Périssol       | Ministre délégué au Logement                                      | Ministre de l'Équipement, du Logement, des Transports et du Tourisme     |     | Pierre-André Périssol   | RPR     |
| Jacques Godfrain (à droite) | Ministre délégué à la Coopération                                 | Ministre des Affaires étrangères                                         |     | Jacques Godfrain        | RPR     |
| Michel Barnier              | Ministre délégué aux Affaires européennes                         | Ministre des Affaires étrangères                                         |     | Michel Barnier          | RPR     |
|                             | Ministre délégué pour l'Emploi                                    | Ministre du Travail et des Affaires sociales                             |     | Anne-Marie Couderc      | UDF-PR  |
| Alain Lamassoure            | Ministre délégué au Budget, porte-parole du Gouvernement          | Ministre de l'Économie et des Finances                                   |     | Alain Lamassoure        | UDF-PR  |
|                             | Ministre délégué aux Finances et au Commerce extérieur            | Ministre de l'Économie et des Finances                                   |     | Yves Galland            | UDF-PRV |
| François Fillon             | Ministre délégué à La Poste, aux Télécommunications et à l'Espace | Ministre de l'Industrie, de La Poste et des Télécommunications           |     | François Fillon         | RPR     |
| Éric Raoult                 | Ministre délégué à la Ville et à l'Intégration                    | Ministre de l'Aménagement du territoire, de la Ville et de l'Intégration |     | Éric Raoult             | RPR     |

### Secrétaires d'État
| Image                   | Fonction                                              | Ministre de rattachement                                                          | Nom | Nom               | Parti       |
| ----------------------- | ----------------------------------------------------- | --------------------------------------------------------------------------------- | --- | ----------------- | ----------- |
| Xavier Emmanuelli       | Secrétaire d'État à l'Action humanitaire d'urgence    | Premier ministre                                                                  |     | Xavier Emmanuelli | DVG         |
| François d'Aubert       | Secrétaire d'État à la Recherche                      | Ministre de l'Éducation nationale, de l'Enseignement supérieur et de la Recherche |     | François d'Aubert | UDF-PR      |
| Anne-Marie Idrac        | Secrétaire d'État aux Transports                      | Ministre de l'Équipement, du Logement, des Transports et du Tourisme              |     | Anne-Marie Idrac  | UDF-CDS, FD |
| Margie Sudre (à droite) | Secrétaire d'État chargé de la Francophonie           | Ministre des Affaires étrangères                                                  |     | Margie Sudre      | DVD         |
| Hervé Gaymard           | Secrétaire d'État à la Santé et à la Sécurité sociale | Ministre du Travail et des Affaires sociales                                      |     | Hervé Gaymard     | RPR         |

## Répartition partisane
| Parti                          | Parti                                              | Premier ministre | Ministres | Ministres délégués | Secrétaires d'État | Total |  |
| ------------------------------ | -------------------------------------------------- | ---------------- | --------- | ------------------ | ------------------ | ----- |  |
| Répartition le 7 novembre 1995 | Répartition le 7 novembre 1995                     | 1                | 16        | 11                 | 5                  | 33    |  |
|                                | Rassemblement pour la République                   | 1                | 6         | 8                  | 1                  | 16    |  |
|                                | UDF - Centre des démocrates sociaux                |                  | 4         |                    | 1                  | 5     |  |
|                                | UDF - Parti républicain                            | 2                | 2         | 1                  | 5                  |       |  |
|                                | UDF - Parti populaire pour la démocratie française | 2                |           |                    | 2                  |       |  |
|                                | Union pour la démocratie française                 | 1                |           |                    | 1                  |       |  |
|                                | Génération écologie                                | 1                |           |                    | 1                  |       |  |
|                                | UDF - Parti radical valoisien                      |                  | 1         |                    | 1                  |       |  |
|                                | Divers droite                                      |                  |           | 1                  | 1                  |       |  |
|                                | Divers gauche                                      |                  |           | 1                  | 1                  |       |  |
|                                |                                                    |                  |           |                    |                    |       |  |
| Répartition le 2 juin 1997     | Répartition le 2 juin 1997                         | 1                | 16        | 11                 | 5                  | 33    |  |
|                                | Rassemblement pour la République                   | 1                | 6         | 8                  | 1                  | 16    |  |
|                                | UDF - Force démocrate                              |                  | 4         |                    | 1                  | 5     |  |
|                                | UDF - Parti républicain                            | 2                | 2         | 1                  | 5                  |       |  |
|                                | UDF - Parti populaire pour la démocratie française | 2                |           |                    | 2                  |       |  |
|                                | Union pour la démocratie française                 | 1                |           |                    | 1                  |       |  |
|                                | Cap21                                              | 1                |           |                    | 1                  |       |  |
|                                | UDF - Parti radical valoisien                      |                  | 1         |                    | 1                  |       |  |
|                                | Divers droite                                      |                  |           | 1                  | 1                  |       |  |
|                                | Divers gauche                                      |                  |           | 1                  | 1                  |       |  |

## Actions

### 1995
- 15 novembre : annonce du « plan Juppé » de réforme de la Sécurité sociale. Dans les jours qui suivent commence un mouvement social de grande ampleur qui va aboutir à l'abandon du plan par le premier ministre Alain Juppé. Néanmoins, la hausse de la CSG (Contribution sociale généralisée) est décidée, tandis qu'une Contribution pour le remboursement de la dette sociale (CRDS) est créée.
- 24 novembre : début d'une grève des cheminots qui se transformera en France en vaste mouvement social contre la politique du gouvernement, avec une grève totale de la Fonction publique jusqu'au 18 décembre.
- 21 décembre : sommet social à Matignon, concluant un mois d'agitation sociale en France.
- 27 mars : transposition en droit français de la Directive européenne sur l'harmonisation de certains aspects du droit d'auteur et des droits voisins dans la société de l'information (1993), qui fait passer de 50 à 70 ans la durée légale du droit d'auteur.
- Privatisations de Pechiney et d'Usinor-Sacilor.

### 1996
- 27 janvier 1996 : dernier des essais nucléaires français souterrains à l'atoll de Fangataufa.
- février 1996 : début des travaux de démantèlement du Centre d'essais du Pacifique (CEP).
- 22 février 1996 : annonce par le président Chirac de la suspension du service militaire dans un délai de 6 ans.
- 18 mars 1996 : occupation à Paris de l'église Saint-Ambroise par 300 étrangers en situation irrégulière, d'origine africaine, demandant leur régularisation. Après avoir été expulsés de l'église Saint-Ambroise, ils erreront d'occupation en occupation pour finir par occuper l'église Saint-Bernard. Dix d'entre eux entameront alors une grève de la faim qui durera deux mois. C'est un redémarrage du mouvement de l'immigration, avec la constitution de collectifs divers, tels que « Des papiers pour tous » en 1996, le « Collectif anti-expulsion » en 1998, etc.
- 23 août 1996 : évacuation musclée par la police des étrangers en situation irrégulière d'Africains occupant l'église Saint-Bernard. Plusieurs d'entre eux sont renvoyés au Mali. Fin de la grève de la faim. L'un d'eux mourra quelques mois plus tard des séquelles de sa grève de la faim.
- Mise en bourse de 51 % du capital d'Assurances générales de France (AGF), l'État ne conservant que 2 %.
- La CGM (Compagnie générale maritime) est mise en vente de gré à gré, pour 20 millions de francs, à la Compagnie maritime d'affrètement (CMA) qui devient CMA-CGM.
- 8 novembre 1996 : la Compagnie française de navigation rhénane (CFNR) est mise en vente de gré à gré à l'association technique de l'importation charbonnière (ATIC).
- Vente de gré à gré de BFCE au Crédit national. La fusion de ce dernier avec la BFCE donne naissance à la banque Natixis.

### 1997
- 21 avril 1997 : dissolution de l'Assemblée nationale, qui est prononcée par le président de la République Jacques Chirac afin d'anticiper les élections législatives.
- 5 mars 1997 : loi Thomas créant les fonds de pension. L'ampleur du mouvement de protestation sociale contre le Plan Juppé force le gouvernement à revenir de facto sur la mise en œuvre de la loi. Elle ne sera de fait jamais appliquée faute de décret d'application.
- Privatisation de Bull, seul concepteur et constructeur informatique européen.

### Impôt sur la fortune
L'augmentation de 10 % des tranches de l'ISF et la suppression de son plafonnement suscite des débats au sein des partis de droite. Cette modification a notamment pour conséquence que certains foyers fiscaux paient un impôt supérieur à leur revenu.

## Démission
Le gouvernement Alain Juppé démissionne le 2 juin 1997, à la suite d'élections législatives où la Gauche plurielle gagne 319 sièges sur les 577 de l'assemblée.

## Féminisation du gouvernement
Le gouvernement compte quatre femmes ministres, contre douze dans le premier gouvernement Juppé : Anne-Marie Couderc, Anne-Marie Idrac, Margie Sudre et Corinne Lepage.

## Relations avec le parlement

### Utilisation de l'article 49-1 sur la réforme de la sécurité sociale
Le 15 novembre 1995, le Premier ministre obtient la confiance de l'Assemblée nationale sur la réforme de la sécurité sociale par 463 voix pour, 87 contre et 10 abstentions.
| Position   | Groupe | Groupe | Groupe | Groupe | Groupe | Non-inscrits | Total |
| Position   | COM    | SOC    | RL     | UDF    | RPR    | Non-inscrits | Total |
| ---------- | ------ | ------ | ------ | ------ | ------ | ------------ | ----- |
| Position   |        |        |        |        |        | Non-inscrits | Total |
| POUR       | 0      | 0      | 7      | 202    | 253    | 1            | 463   |
| CONTRE     | 23     | 56     | 7      | 0      | 0      | 1            | 87    |
| ABSTENTION | 0      | 0      | 7      | 3      | 0      | 0            | 10    |
| NON-VOTANT | 0      | 1      | 2      | 1      | 3      | 0            | 7     |

### Déclaration de politique générale
Le 2 octobre 1996, le Premier ministre obtient la confiance de l'Assemblée nationale par 464 voix pour, 100 contre et 4 abstentions.
| Position   | Groupe | Groupe | Groupe | Groupe | Groupe | Non-inscrits | Total |
| Position   | COM    | SOC    | RL     | UDF    | RPR    | Non-inscrits | Total |
| ---------- | ------ | ------ | ------ | ------ | ------ | ------------ | ----- |
| Position   |        |        |        |        |        | Non-inscrits | Total |
| POUR       | 0      | 0      | 9      | 200    | 255    | 0            | 464   |
| CONTRE     | 23     | 63     | 12     | 1      | 0      | 1            | 100   |
| ABSTENTION | 0      | 0      | 2      | 1      | 1      | 0            | 4     |
| NON-VOTANT | 0      | 0      | 0      | 4      | 3      | 1            | 8     |